# Volha Shcharbachenia
Volha Shcharbachenia –en bielorruso, Вольга Шчарбачэня– (27 de marzo de 1985) es una deportista bielorrusa que compitió en remo.
Ganó una medalla de oro en el Campeonato Mundial de Remo de 2008 y tres medallas en el Campeonato Europeo de Remo, en los años 2008 y 2009.

## Palmarés internacional
| Campeonato Mundial | Campeonato Mundial   | Campeonato Mundial | Campeonato Mundial |
| Año                | Lugar                | Medalla            | Prueba             |
| ------------------ | -------------------- | ------------------ | ------------------ |
| 2008               | Ottensheim (Austria) | Medalla de oro     | Cuatro sin timonel |
| Campeonato Europeo |                      |                    |                    |
| Año                | Lugar                | Medalla            | Prueba             |
| 2008               | Maratón (Grecia)     | Medalla de bronce  | Dos sin timonel    |
| 2008               | Maratón (Grecia)     | Medalla de bronce  | Ocho con timonel   |
| 2009               | Brest (Bielorrusia)  | Medalla de plata   | Ocho con timonel   |